# 龟背竹
龜背芋（学名：Monstera deliciosa），又稱為龜背竹、鳳梨蕉、蓬萊蕉及電信蘭，是天南星科龜背芋属植物。
龜背芋適應性強，性喜温暖，潮湿的环境，但也耐陰、耐陽及有一定的耐旱性，原产于墨西哥的热带雨林中。为著名大型观赏植物。

## 形态
常绿藤本植物，叶革质，茎干粗壮，下部常生有褐色气生根。幼叶呈心形，植株在生长过程中的新发叶片逐渐会有不规则的羽状裂口，其因像龟背而得名。花为黄白色的肉穗花序，外具白色的佛焰苞。果实为緑色柱状聚果。

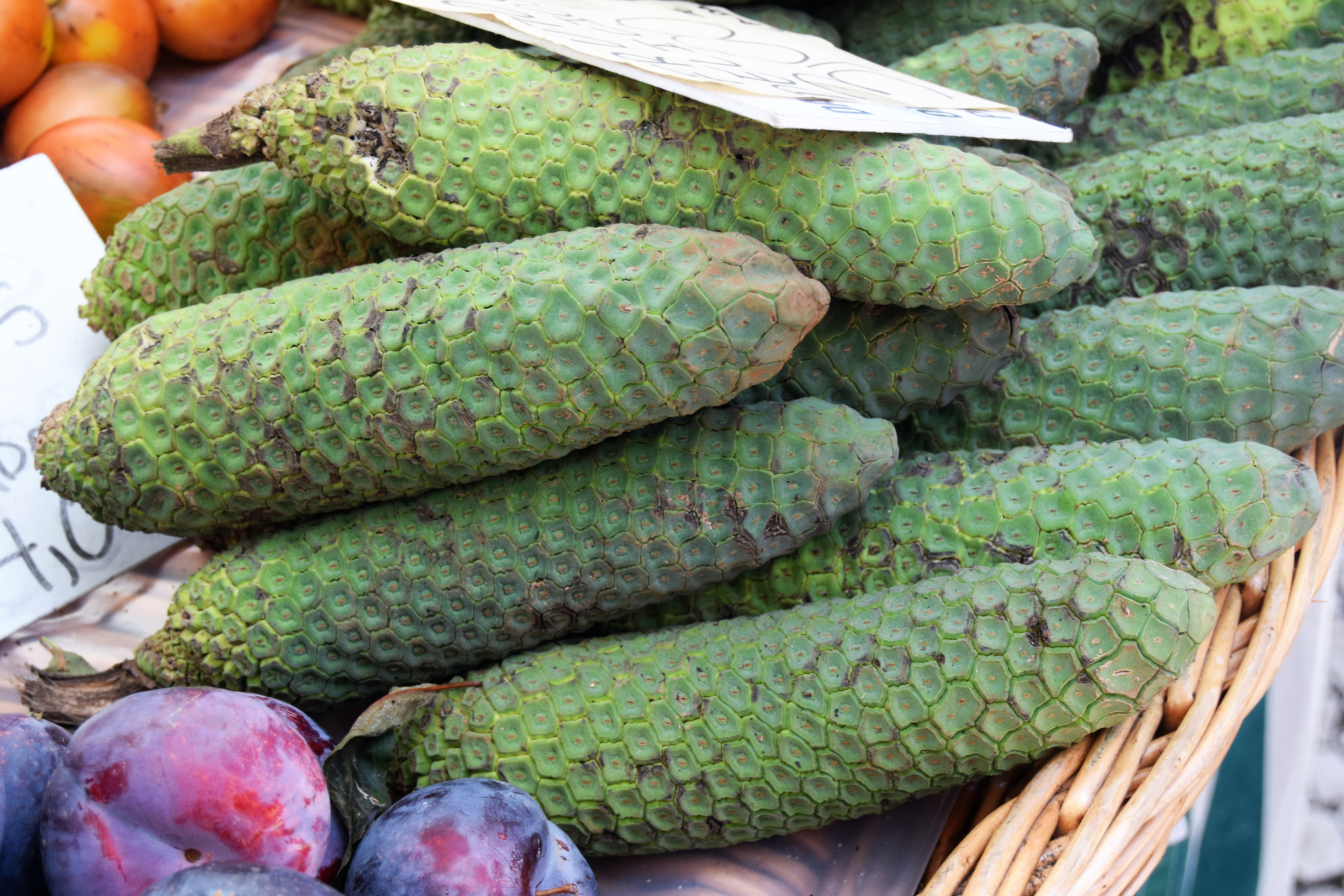
龜背竹的果實

果实有凤梨香气，但含草酸钙（蓚酸）结晶，会刺激皮肤及黏膜组织，带来些微刺痒的不适感。大量接触的话，可能会让皮肤发红搔痒，黏膜肿大发炎，故小心宠物误食。